# Сатия Сай Баба
Сатия Сай Баба (на английски: Sathya Sai Baba; на телугу: సత్య సాయి బాబా; роден Сатиянанарана Раджу) е индийски гуру, духовен учител, водач и оратор, често описван като аватар и чудотворец. На 14-годишна възраст той се самопровъзгласява за въплъщение на Ширди Сай Баба и напуска дома си, за да служи на обществото и като пример на последователите си.
Материализирането на вибхути (свята пепел) и други малки предмети (пръстени, огърлици и часовници) става източник на противоречия за агностиците и невярващите. Някои ги определят като фокуси, докато други ги считат за признак на божественост. Последователите му вярват, че той има силата да изцелява чрез вяра.
Сатия Сай Баба основава едноименната организация, която цели духовно извисяване на членовете си. В нея членуват над 1200 души от 126 страни. Чрез организацията си, Сатия Сай Баба е основал мрежа от болници, клиники, аудитории, школи и ашрами.
Сай Баба умира от сърдечна недостатъчност на 24 април 2011 г. в болница в родния си град Путапарти на 84-годишна възраст.